# Mycalesis vetus
Mycalesis vetus är en fjärilsart som beskrevs av Hans Fruhstorfer 1911. Mycalesis vetus ingår i släktet Mycalesis och familjen praktfjärilar. Inga underarter finns listade i Catalogue of Life.